# 朱一旦的枯燥生活
《朱一旦的枯燥生活》是一个情景短剧系列，由张策执导和配音，剧情围绕由朱亘饰演的大公司老板朱一旦及其相识的邢酒肉、王布斯、馬小玲、馬小策（张策饰演，已离职）、馬小皓等角色展开，是黑色幽默风格。该系列视频发布于抖音、Bilibili、YouTube等平台。

## 创作历史
张策是《朱一旦的枯燥生活》的导演和角色朱一旦的配音演员，而主角朱一旦由朱亘饰演，朱亘在现实中亦是11家公司的老板，公司位于山东和北京。2019年，张策受现实中朱亘的形象启发，创作了朱一旦这个角色，与朱亘的一些朋友和公司员工拍摄了《朱一旦的枯燥生活》系列视频的第一集有钱人的生活就是这么朴实无华又枯燥，发布于抖音短视频平台，三天后粉丝数量达20多万人，后又将视频发布到Bilibili、YouTube等其他视频平台上。在走红之前，朱亘的公司曾运营名为「C座802」的视频自媒体，但当时并不出名，关注人数不多。后来走红后，《朱一旦的枯燥生活》制作团队又开设了「幼年朱一旦的枯燥生活」、「朱一旦的远方外甥」、「导演小策」、「朱一旦的暴发户朋友」、「朱一旦的酒肉朋友」等帐号。
张策的创作的灵感大多来源于现实生活，他常把自己的亲身经历改编成《朱一旦的枯燥生活》的剧本。后来，观众也常常给《朱一旦的枯燥生活》创作团队提出题材方面的建议，其中包括一些热门社会事件题材，如豫章書院修身專修學校事件，张策有时也会筛选、采取观众的建议。
2020年10月16日，张策宣布自己自10月1日起，不再担任《朱一旦的枯燥生活》的策划、导演、编剧和配音，同时从原公司离职，令许多观众感到遗憾。10月20日，张策发布了《我和我的朱一旦》视频，否认自己与朱亘有个人冲突。

## 作品风格
《朱一旦的枯燥生活》采用手机竖屏拍摄，视频时长为数分钟，常用配乐是周星驰主演的电影《国产凌凌漆》中的插曲美丽拍挡。视频中设定了一些特征元素，如角色邢酒肉的瞪眼动作、朱一旦的内八字、劳力士手表和Polo衫、配乐美丽拍挡和友情岁月、结尾的台词「有钱人的快乐，往往就是这么朴实无华，且枯燥」等。在题材上，个别剧集影射了一些社会热门新闻，如虽然凝视深渊，但依旧心向光明影射了北京民航总医院杀医案等医闹事件，一条劳力士的回家路影射2019冠狀病毒病疫情期间武汉红十字会疑似转卖受捐赠的医用口罩的争议。